# Achelyna clypeata
Achelyna clypeata är en skalbaggsart som beskrevs av Hermann Burmeister 1855. Achelyna clypeata ingår i släktet Achelyna och familjen Melolonthidae. Inga underarter finns listade i Catalogue of Life.